# Sanzu-no-kawa

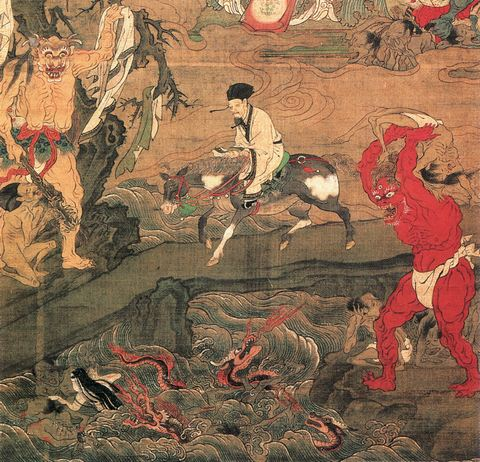
Représentation de la Sanzu-gawa dans le Jūō-zu (十王図) de Tosa Mitsunobu. Les bons peuvent traverser la rivière sur un pont tandis que les méchants sont jetés dans les rapides infestés de dragons.

La Sanzu-no-kawa (三途の川), ou « fleuve des trois chemins » est, dans la tradition bouddhiste et les croyances religieuses japonaises, une rivière semblable au fleuve Styx. Les morts doivent traverser cette rivière, ce qui explique pourquoi lors d'un enterrement japonais, on place six pièces de monnaie dans le cercueil.
La Sanzu-no-kawa est censée être située au mont Osore, une région désolée et isolée au nord du Japon.
Les défunts la traversent sept jours après leur mort. Il existe trois passages : un pont, un gué et un site où il n'y a que de l'eau infestée de serpents. Le choix du passage dépend des actions que le défunt a faites de son vivant. Ceux qui ont fait surtout le bien traversent sur le pont orné de sept matières précieuses. Ceux dont les bons et mauvais actes karmiques s'équilibrent traversent au gué. Ceux qui ont commis surtout de mauvaises actions doivent traverser l'eau infestée d'affreux serpents. Avant la traversée, les trépassés rencontrent un couple de démons qui résident sous un grand arbre. La femelle, appelée Datsue-ba, dépouille les morts de leurs vêtements, et le mâle, Keneō, accroche les vêtements sur une branche de l'arbre pour déterminer le poids de leurs offenses. Il y a également un dicton populaire qui dit : « Si vous prenez trop d'argent, vous allez vous noyer dans la rivière Sanzu ».

## Rivières Sanzu réelles au Japon
- à Kanra, Préfecture de Gunma36° 15′ 31″ N, 138° 57′ 09″ E (confluence avec la rivière Shirakura)
- à Chōnan, Préfecture de Chiba35° 25′ 22″ N, 140° 15′ 54″ E (confluence avec la rivière Ichinomiya)
- à Zaō, Préfecture de Miyagi38° 08′ 39″ N, 140° 29′ 29″ E (confluence avec la rivière Nigori)
- à Mutsu41° 19′ 33″ N, 141° 05′ 46″ E (source dans le lac Usori)

## Dans la culture populaire

### Jeux vidéo
- Dans le dix-septième jeu vidéo de la série Touhou Project (Touhou Kikeijuu ～ Wily Beast and Weakest Creature), le deuxième niveau se déroule au-dessus de la rivière Sanzu.